# Me sobra un marido
Me sobra un marido es una película de comedia picaresca argentina estrenada el 23 de abril de 1987 dirigida y guionada por Gerardo Sofovich. Fue protagonizada por Susana Giménez, Juan Carlos Calabró y Rodolfo Ranni.

## Reseña
Ulises, un entomólogo (Juan Carlos Calabró) regresa a Buenos Aires, después de una larga expedición de  cinco años en África en la cual se extravió a tal punto que su esposa y amigos lo dieron por muerto. Al llegar encuentra que su mujer, Corina (Susana Giménez) se ha vuelto a casar con otro hombre, Evaristo (Rodolfo Ranni), un fabricante de inodoros. En esta loca historia, ellos se entrecruzarán para lograr decidir quien de los dos se queda con ella. Esta situación genera una seguidilla de cómicos enredos.
Gran parte del film fue realizado en exteriores, en lugares emblemáticos de Buenos Aires como el Buenos Aires Sheraton Hotel, New York City Discotheque, Bwana, Restaurant Lola Recoleta, Confitería Selquet, Restaurant Paparazzi, Cafe del Lago, Caffe Plaza e Hippopotamus y en la empresa Ferrum, fabricante de sanitarios en Argentina.

## Reparto
| Actor                 | Personaje                 |
| --------------------- | ------------------------- |
| Susana Giménez        | Corina                    |
| Juan Carlos Calabró   | Ulises                    |
| Rodolfo Ranni         | Evaristo                  |
| Ricardo Darín         | Guille                    |
| Gerardo Sofovich      | Médico                    |
| Carmen Morales        | Mucama Elba               |
| Edda Díaz             | Madame Rita               |
| Emilio Vidal          | Don Vittorio              |
| Rolo Puente           | Arturo (Abogado)          |
| Silvia Peyrou         | Mucama Chela              |
| Doris Perry           | Entomóloga                |
| Rubén Green           | Dueño del jeep            |
| Alfonso Pícaro        | Policía                   |
| Délfor Medina         | Françoise                 |
| Alberto Busaid        | Ramponio                  |
| Rey Charol            | jefe tribu india          |
| Alejandra Aquino      | Secretaria Evaristo       |
| Tristán               | Empleado consulado        |
| Nora Cash             | Esposa de Arturo          |
| Estela González       |                           |
| Estela Vidal          | Última mucama, Sra. mayor |
|                       |                           |
| Soledad Sobrado       |                           |
| Martha Giménez        |                           |
| Juan Vera             |                           |
| Mara Kano             |                           |
| María Luisa Canevari  |                           |
| Virginia Sainz Porrez |                           |
| Carolina Sainz Porrez |                           |
| Ari Vieira            |                           |
| José Arévalo          | Asistente de Madame Rita  |
| Luis Graziano         |                           |
| Sabina Exner          |                           |
| Carlos Isse           |                           |
|                       |                           |
| Julio Pelleri         |                           |
| Jorge Bravo           |                           |